# Benno Wiss
Benno Wiss (Dietwil, 13 juli 1962) is een voormalig Zwitsers wielrenner. Hij was van 1984 tot 1986 professional.

## Carrière
Als amateur won Benno Wiss in 1983 en 1984 het Circuit Franco-Belge. Als lid van het Zwitserse kwartet werd hij tweede op de ploegentijdrit tijdens de wereldkampioenschappen van 1983 in het Zwitserse Altenrhein. Het jaar daarop won hij ook de zilveren medaille op de olympische ploegentijdrit van 1984.
Na de Spelen stapte hij over naar de beroepsrenners en ging rijden voor het Franse team La Vie Claire bij kopman Bernard Hinault. In de open Ronde van de Toekomst van september 1984 won hij twee ritten.
In 1985 won hij de Grote Prijs van het kanton Zürich, een rit in lijn plus de ploegentijdrit in de Ronde van de Toekomst en een rit in de Ronde van Denemarken.
In maart 1986 besloot hij echter plots om te stoppen met koersen, omdat hij mentaal niet meer was opgewassen tegen de risico's van het vak. Zijn plaats in de ploeg werd ingenomen door de Zwitser Othmar Häfliger.

## Resultaten in voornaamste wedstrijden
| Jaar | Ronde van Italië | Ronde van Frankrijk | Ronde van Spanje |
| ---- | ---------------- | ------------------- | ---------------- |
| 1985 | 85e              |                     |                  |

| Jaar | Ronde van Lombardije |
| ---- | -------------------- |
| 1985 | 26e                  |